# آخوره
آخوره (به ترکی آذربایجانی: Axura) روستا و بخشی است که در شهرستان شَرور جمهوری خودمختار نخجوان در جمهوری آذربایجان. آخوره ۱٬۴۸۱ نفر جمعیت دارد.
آخوره در ۲۰ کیلومتری مرکز شهرستان و در کناره سمت راست رودخانه آخوره واقع شده‌است. رود آخوره شاخه‌ای از رود آرپاچای شرقی است. جمعیت آخوره در پرورش غلات و دامپروری فعال‌اند. این روستا یک دبستان، یک دبیرستان ناتمام، یک خانه فرهنگی و یک درمانگاه دارد.